# Lovran
Lovran je opčina v Chorvatsku v Přímořsko-gorskokotarské župě na poloostrově Istrie. V roce 2006 zde žilo 3 241 obyvatel.

## Části opčiny
- Lovran
- Liganj
- Tuliševica
- Medveja
- Lovranska Draga